# Damian (Dawydow)
Damian, imię świeckie Oleg Aleksandrowicz Dawydow (ur. 1 grudnia 1959 w Odessie) – biskup Ukraińskiego Kościoła Prawosławnego Patriarchatu Moskiewskiego. 

## Życiorys
W marcu 1988 wstąpił jako posłusznik do monasteru Zaśnięcia Matki Bożej w Odessie; w lipcu tego samego roku został przeniesiony do ławry Peczerskiej. Wieczyste śluby mnisze złożył 27 października 1988, przyjmując imię Damian na cześć świętego mnicha Damiana Pieczerskiego. 30 października tego samego roku został wyświęcony na diakona, zaś 13 listopada – na kapłana. W 1990 ukończył seminarium duchowne w Odessie. 
Organizator monasteru Wprowadzenia Matki Bożej do Świątyni w Kijowie; od 1992 do 1996 był proboszczem parafii pod tym samym wezwaniem, a po przekształceniu tworzącej się przy niej wspólnoty w klasztor męski – jego przełożonym z godnością archimandryty (nadana w 1997). Nominację na biskupa fastowskiego, wikariusza eparchii kijowskiej, otrzymał na posiedzeniu Świętego Synodu Ukraińskiego Kościoła Prawosławnego w dniu 25 sierpnia 2012. Jego chirotonia biskupia odbyła się 30 sierpnia tego samego roku w głównym soborze monasteru św. Pantelejmona w Kijowie z udziałem konsekratorów: metropolity kijowskiego i całej Ukrainy Włodzimierza, metropolity wyszhorodzkiego i czarnobylskiego Pawła, arcybiskupów boryspolskiego Antoniego, tulczyńskiego i bracławskiego Jonatana, biełgorodzkiego Mikołaja, humańskiego i zwienigródzkiego Pantelejmona, jagodzińskiego Serafina, perejasławsko-chmielnickiego i wiszniewskiego Aleksandra, horodnickiego Aleksandra, biskupów nieżyńskiego i pryłuckiego Ireneusza, makarowskiego Hilarego, aleksandryjskiego i swietłowodzkiego Antoniego, wasylkowskiego Pantelejmona, browarskiego Teodozjusza, szepetowskiego i sławuckiego Dionizego, obuchowskiego Jonasza, irpeńskiego Klemensa, berdiańskiego i nadmorskiego Efrema oraz borodiańskiego Warsonofiusza.
W kwietniu 2015 powierzono mu obowiązki przełożonego monasteru Złożenia Szat Matki Bożej w Blachernie w Tomaszowce. 17 sierpnia 2018 r. otrzymał godność arcybiskupa.